# Gustavo Nápoli
Gustavo Fabián "Chizzo" Nápoli (nascido em 1 de abril de 1967 em Buenos Aires, Argentina) é o vocalista, guitarrista e compositor da banda argentina de hard rock La Renga.
Sua primeira banda foi formada junto com seus amigos do colégio, sendo batizada "Origen", depois da dissolução desta banda Chizzo conhece o músico Locura (Raúl Dilelio) e forma a "Cólera", a banda terminou porque Chizzo precisava cumprir o serviço militar obrigatório. Antes do termino da banda Raúl apresenta Chizzo a Tete (Gabriel Iglesias).  Em 1988 se uniu a La Renga que era formada, a princípio, por Raúl Dilelio na guitarra, Gabriel Iglesias no baixo e Jorge Iglesias na bateria. Atualmente continua integrando a referida banda.
Chizzo acredita que sua forma de compor é bastante direta e realista, o que faz com que o jovens seguidores do novo rock argentino se identifiquem com as letras e temáticas abordadas em suas composições. Segundo o músico suas letras tem uma visão libertadora e os seguidores do grupo veem nelas uma espécie de porta-voz para toda aquela geração.
Em 2002 a edição argentina da revista Rolling Stone elege La Renga como a banda do ano e Chizzo o mainstream da cultura rock argentina na atualidade.
Em janeiro de 2003, durante uma apresentação no estádio do clube de futebol River Plate, em Buenos Aires, Chizzo cumpriu uma promessa que havia feito nos dias que antecederam o show. O cantor prometeu que se o estádio atingisse a quantidade máxima de espectadores prestigiando o concerto ele cortaria seus longos (e emblemáticos) cabelos em cima do palco. Ante um público de 40.000 pessoas e ao lado de todo o staff presente no palco o ato gerou surpresa até em seus companheiros de banda e também foi noticiado na mídia internacional.
Em fevereiro de 2003 Chizzo estampa a capa da Rolling Stone argentina e durante todo o ano é assunto nas mídias especializadas do país, como no suplemento No, do jornal argentino Página/12, confirmando seu bom momento na carreira.
Em março de 2008 Chizzo sofre um acidente de moto que, apesar da pouca gravidade, obrigou-o a adiar shows o compromissos para se recuperar.